# Cecil Bisshopp
Cecil Bisshopp (29 décembre 1752 - 11 novembre 1828), est un homme politique britannique, député de New Shoreham, devient par la suite 12e baron Zouche,. 

## Biographie

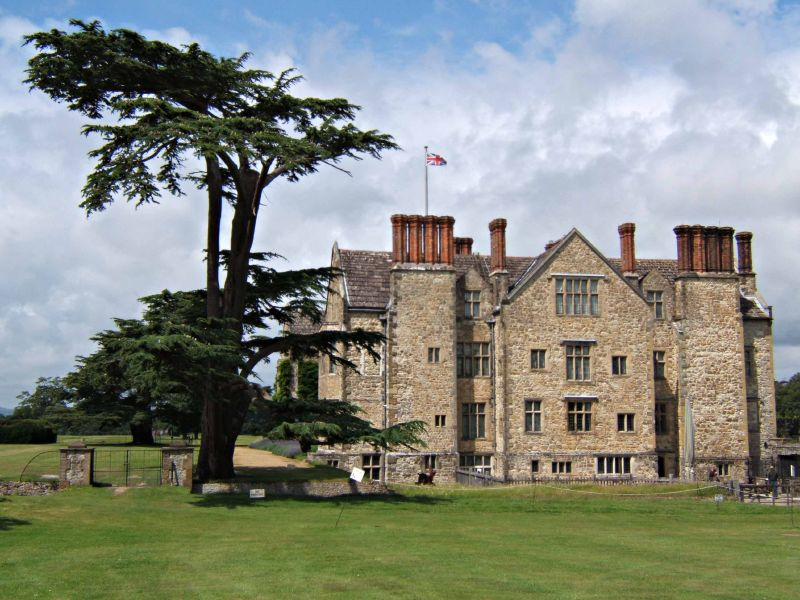
Parham Park House, West Sussex, siège des baronnets de Bisshopp

Il est le fils aîné de Cecil Bisshopp, 7e baronnet de Parham Park, West Sussex. Il succède comme baronnet à son père en 1779. Il reçoit le titre de DCL de l'Université d'Oxford et est élu Fellow de la Royal Society en 1791. 
Il entre au Parlement en 1780 en tant que député de New Shoreham, siégeant jusqu'en 1790, puis de nouveau en 1796 jusqu'en 1806. 
En 1795, pendant les guerres de la Révolution française, il lève la troupe de Parham de Sussex Yeomanry. Il s’exerce généralement dans son domaine de Parham Park, forant dans la galerie de la maison par temps humide ,. 
En 1815, il devient le douzième Baron Zouche. Il épouse Harriet Anne, fille et héritière de William Southwell, de Frampton, Gloucestershire, avec qui il a 2 fils et 3 filles. Les deux fils sont morts avant lui: le fils aîné, le lieutenant-colonel Cecil Bisshopp, est décédé en 1813 à l'âge de 30 ans au Canada, des suites de blessures reçues au combat contre les Américains. Le second fils, le lieutenant Charles Cecil, de la Royal Navy, est décédé célibataire en 1808 à la Jamaïque, après la destruction de la frégate Muros alors qu'il tentait de détruire des batteries près de La Havane, à Cuba. 
Ainsi, à sa mort en 1828, son cousin George Bisshopp, doyen de Lismore en Irlande, lui succède comme baronnet (mais n'hérite pas du domaine familial de Parham), tandis que la baronnie de Zouche tombe de nouveau en suspens, cette fois entre ses deux filles survivants, Harriet Anne Curzon et Katherine Annabella, Lady Brooke-Pechell. Parham Park est légué en fiducie à Harriett Anne et à son mari, Robert Curzon. 